# John Keith Taylor
John Keith Taylor (Wolverhampton, 1930. május 21. – Shropshire, 2012. július 27.) angol nemzetközi labdarúgó-játékvezető.

## Pályafutása

### Labdarúgóként
Gyermek éveiben, lakóhelyének sajátosságai miatt sokat úszott és lovagolt. Ifjúsági játékosként a  Wolwerhampton Town Boys iskola-csapatban játszott. 17 évesen egy alkalommal vitába keveredett Thomas Hardy játékvezetővel, ami gyökeresen megváltoztatta életét.

### Nemzeti játékvezetés
Egy mérkőzésen reklamált a játékvezető ítélete ellen, amikor a sértett azt javasolta, hogy egy kicsit tanulmányozni kellene a szabálykönyvet, és akkor a vélt sérelem kérdése is tisztázott lenne.[forrás?] A játékvezetői vizsgát 1947-ben tette le. A küldési gyakorlat szerint rendszeres partbírói tevékenységet is végzett. Ítéletei láttán gyakran mondogatták: Csak azért hiszem el, mert Taylor ott állt a közelben.[forrás?] 30 éves játékvezetői pályafutása alatt 1000 mérkőzésen közreműködött. 1948-ban lett az I. Liga játékvezetője. A nemzeti játékvezetéstől 1977-ben vonult vissza. Első ligás mérkőzéseinek száma: 122.
Mottója: Keserves sors a mienk. Ha valamit jól csinálsz, senki sem veszi észre. Ha valamit elrontasz, soha nem felejtik el.[forrás?]

#### Nemzeti kupamérkőzések
Vezetett Kupa-döntők száma: 2.

##### Ír labdarúgókupa
Szakmai felkészültségének elismeréseként 1949-ben az Ír labdarúgó-szövetség Játékvezető Bizottsága, alig kétéves élvonalbeli működése után felkérte a döntő találkozó levezetésére.
| Időpont | Helyszín                       | Mérkőzés típusa | Mérkőzés                 | Eredmény | Nézők száma |
| ------- | ------------------------------ | --------------- | ------------------------ | -------- | ----------- |
| 1949.   | Dalymount Park Stadion, Dublin | döntő           | Dundalk FC–Shelbourne FC | 3 – 0    | 28 539      |

##### FA-kupa
| Időpont        | Helyszín                | Mérkőzés típusa | Mérkőzés                          | Eredmény | Nézők száma |
| -------------- | ----------------------- | --------------- | --------------------------------- | -------- | ----------- |
| 1966. május 7. | Wembley Stadion, London | döntő           | Everton FC–Sheffield Wednesday FC | 3 : 2    | 100 000     |

### Nemzetközi játékvezetés
Az Angol labdarúgó-szövetség (FA) (JB) felterjesztésére 1962-ben lett a Nemzetközi Labdarúgó-szövetség (FIFA) játékvezetői karának tagja. A FIFA JB központi nyelvei közül a angolt beszélte. Szinte sorozatban vezette a jelentős nemzetközi találkozókat Európában. 1964-ben a Brazil labdarúgó-szövetség meghívására a Maracanã Stadionban, közel kettőszáz-ezer néző előtt vezette a Dél-Amerikai bajnokságért folyó Brazília–Argentína örökrangadót. 1970-ben a Brazil Labdarúgó-szövetség meghívására több mérkőzést vezetett a mini-világbajnokságon. 15 éves nemzetközi pályafutása alatt több mint 100 nemzetek közötti válogatott- és klubtalálkozót vezetett, mintegy 60 országban. Az angol nemzetközi játékvezetők rangsorában, a világbajnokság-Európa-bajnokság sorrendjében többedmagával a 3. helyet foglalja el 15 találkozó szolgálatával. Miután Európában 1974-ben visszavonult az aktív játékvezetéstől, Brazíliába ment profi játékvezetőnek, ahol még kettő évig vezetett bajnoki mérkőzéseket. Az aktív nemzetközi játékvezetéstől 1977-ben vonult vissza. Válogatott mérkőzéseinek száma: 47.

#### Labdarúgó-világbajnokság
Négy labdarúgó világbajnoki döntőhöz vezető úton Angliába a VIII., az 1966-os labdarúgó-világbajnokságra, Mexikóba a IX., az 1970-es labdarúgó-világbajnokságra, Nyugat-Németországba a X., az 1974-es labdarúgó-világbajnokságra, illetve Argentínába a XI., az 1978-as labdarúgó-világbajnokságra a FIFA JB játékvezetői feladatokkal bízta meg. 1966-ban a FIFA JB megismertette a nemzetközi labdarúgó világgal. Két csoportmérkőzésen, partbíróként szerepelt. Mexikói világtorna előtt 1970-ben a Brazil labdarúgó-szövetség meghívására több mérkőzést vezetett a "mini-világbajnokságon". 1970-ben az NSZK–Hollandia döntőn először alkalmazták a tartalék játékvezető szerepkört, első alkalommal ezt a pozíciót Palotai Károly töltötte be. 1970-ben három csoportmérkőzésen tevékenykedett. Egy alkalommal egyes számú besorolást kapott, játékvezetői sérülés esetén továbbvezethette volna a találkozót. 1974-ben egy csoportmérkőzésen első számú, az egyik rájátszási találkozón 2. számú partbíró volt.
A világbajnoki döntő előtti gondolatait ezzel a szavakkal nyugtázta: "Bármi történjen, ezt már senki sem veheti el tőled. Te csak a tőled telhető legjobbat nyújthatod, és ha ez kevés, annyi baj legyen, hiszen befutottál!" A mérkőzésen történelmi pillanataként, ő volt az első játékvezető, aki a döntő mérkőzésen büntetőt, kettő büntetőt is ítélt. A tizedik világbajnokság döntőjét 10. európaiként, harmadik angolként vezethette. Világbajnokságokon vezetett mérkőzéseinek száma: 4 + 7 (partbíró).

##### 1970-es labdarúgó-világbajnokság

###### Selejtező mérkőzés
| Időpont           | Helyszín                    | Mérkőzés típusa           | Mérkőzés         | Eredmény | Nézők száma |
| ----------------- | --------------------------- | ------------------------- | ---------------- | -------- | ----------- |
| 1969. április 16. | Központi Stadion, Lisszabon | előselejtező (1. csoport) | Portugália–Svájc | 0 : 2    | 9 324       |

###### Világbajnoki mérkőzés
| Időpont         | Helyszín                              | Mérkőzés típusa              | Mérkőzés               | Eredmény | Nézők száma |
| --------------- | ------------------------------------- | ---------------------------- | ---------------------- | -------- | ----------- |
| 1970. június 3. | La Bombonera Stadion, Toluca de Lerdo | csoportmérkőzés (4. csoport) | Olaszország–Svédország | 1 : 0    | 14 000      |

##### 1974-es labdarúgó-világbajnokság

###### Selejtező mérkőzés
| Időpont           | Helyszín               | Mérkőzés típusa           | Mérkőzés            | Eredmény | Nézők száma |
| ----------------- | ---------------------- | ------------------------- | ------------------- | -------- | ----------- |
| 1973. október 13. | Luz Stadion, Lisszabon | előselejtező (6. csoport) | Portugália–Bulgária | 2 : 2    | 13 000      |

###### Világbajnoki mérkőzés
| Időpont          | Helyszín                        | Mérkőzés típusa              | Mérkőzés         | Eredmény | Nézők száma |
| ---------------- | ------------------------------- | ---------------------------- | ---------------- | -------- | ----------- |
| 1974. június 19. | Niedersachsen Stadion, Hannover | csoportmérkőzés (4. csoport) | Bulgária–Uruguay | 1 : 1    | 13 000      |
| 1974. június 3.  | Park Stadion, Gelsenkirchen     | középdöntő                   | Argentína–NDK    | 1 : 1    | 54 000      |
| 1974. július 7.  | Olimpiai Stadion, München       | döntő                        | NSZK–Hollandia   | 2 : 1    | 80 000      |

##### 1978-as labdarúgó-világbajnokság

###### Selejtező mérkőzés
| Időpont         | Helyszín                 | Mérkőzés típusa           | Mérkőzés                 | Eredmény | Nézők száma |
| --------------- | ------------------------ | ------------------------- | ------------------------ | -------- | ----------- |
| 1977. május 18. | Dinamo Stadion, Tbiliszi | előselejtező (9. csoport) | Szovjetunió–Magyarország | 2 : 0    | 75 000      |

#### Labdarúgó-Európa-bajnokság
Az európai-labdarúgó torna döntőjéhez vezető úton Spanyolországba a II., az 1964-es labdarúgó-Európa-bajnokságra, Olaszországba a III., az 1968-as labdarúgó-Európa-bajnokságra, Belgiumba a IV., az 1972-es labdarúgó-Európa-bajnokságra, valamint Jugoszláviába az V., az 1976-os labdarúgó-Európa-bajnokságra az UEFA JB játékvezetőként foglalkoztatta.

##### 1964-es labdarúgó-Európa-bajnokság

###### Selejtező mérkőzés
| Időpont              | Helyszín                    | Mérkőzés típusa | Mérkőzés               | Eredmény | Nézők száma |
| -------------------- | --------------------------- | --------------- | ---------------------- | -------- | ----------- |
| 1963. szeptember 18. | Idrottsplats Stadion, Malmö | előselejtező    | Svédország–Jugoszlávia | 3 : 2    | 20 744      |

##### 1968-as labdarúgó-Európa-bajnokság

###### Selejtező mérkőzés
| Időpont            | Helyszín                       | Mérkőzés típusa           | Mérkőzés              | Eredmény | Nézők száma |
| ------------------ | ------------------------------ | ------------------------- | --------------------- | -------- | ----------- |
| 1966. november 11. | Roi Baudouin Stadion, Brüsszel | előselejtező (7. csoport) | Belgium–Franciaország | 2 : 1    | 44 040      |
| 1966. november 16. | Hampden Park Stadion, Glasgow  | előselejtező (8. csoport) | Skócia–Észak-Írország | 2 : 1    | 45 281      |

##### 1972-es labdarúgó-Európa-bajnokság

###### Selejtező mérkőzés
| Időpont            | Helyszín                      | Mérkőzés típusa           | Mérkőzés               | Eredmény | Nézők száma |
| ------------------ | ----------------------------- | ------------------------- | ---------------------- | -------- | ----------- |
| 1971. október 16.  | Partizán Stadion, Belgrád     | előselejtező (7. csoport) | Jugoszlávia–NDK        | 0 : 3    | 30 000      |
| 1971. november 10. | Marcel Saupin Stadion, Nantes | előselejtező (2. csoport) | Franciaország–Bulgária | 2 : 1    | 9 405       |

###### Európa-bajnoki mérkőzés
| Időpont           | Helyszín                      | Mérkőzés típusa              | Mérkőzés                     | Eredmény | Nézők száma |
| ----------------- | ----------------------------- | ---------------------------- | ---------------------------- | -------- | ----------- |
| 1972. február 16. | Boothferry Park Stadion, Hull | csoportmérkőzés (4. csoport) | Észak-Írország–Spanyolország | 1 : 1    | 19 925      |

##### 1976-os labdarúgó-Európa-bajnokság

###### Selejtező mérkőzés
| Időpont          | Helyszín             | Mérkőzés típusa           | Mérkőzés              | Eredmény | Nézők száma |
| ---------------- | -------------------- | ------------------------- | --------------------- | -------- | ----------- |
| 1975. április 2. | Prater Stadion, Bécs | előselejtező (2. csoport) | Ausztria–Magyarország | 1 : 1    | 65 674      |

###### Európa-bajnoki mérkőzés
| Időpont           | Helyszín                         | Mérkőzés típusa | Mérkőzés           | Eredmény | Nézők száma |
| ----------------- | -------------------------------- | --------------- | ------------------ | -------- | ----------- |
| 1976. április 24. | Vicente Calderón Stadion, Madrid | negyeddöntő     | Spanyolország–NSZK | 1 : 1    | 63 000      |

#### Nemzetközi kupamérkőzések
Vezetett Kupa-döntők száma: 1.

##### Bajnokcsapatok Európa-kupája
A 16. játékvezető – a 3. angol – aki BEK döntőt vezetett.
| Időpont         | Helyszín                | Mérkőzés típusa | Mérkőzés                       | Eredmény | Nézők száma |
| --------------- | ----------------------- | --------------- | ------------------------------ | -------- | ----------- |
| 1971. június 2. | Wembley Stadion, London | döntő           | AFC Ajax–PAE Panathinaikósz AÓ | 2 : 0    | 90 000      |

#### A magyar labdarúgó-válogatott mérkőzései (1902–1929)
| Időpont          | Helyszín             | Mérkőzés típusa          | Mérkőzés              | Eredmény | Nézők száma |
| ---------------- | -------------------- | ------------------------ | --------------------- | -------- | ----------- |
| 1976. június 12. | Népstadion, Budapest | 500. válogatott mérkőzés | Magyarország–Ausztria | 2 – 0    | 20 000      |

## Sportvezetőként
1979 – 1983 között Dél-Afrikában és Szaúd-Arábiában a Játékvezető Bizottságok szaktanácsadója, oktatója.

## Szakmai sikerek
- A müncheni világbajnokság után Angliában könyv jelent meg az életéről.
- 1979-ben a nemzetközi játékvezetés hírnevének erősítése, hazájában 10 éve a legmagasabb Ligában (osztályban) folyamatosan tevékenykedő, eredményes pályafutása elismeréseként, a FIFA JB felterjesztésére az 1965-ben alapított International Referee Special Award címmel és oklevéllel tüntette ki.

## Külső hivatkozások
- John Taylor. World Referee. [2011. szeptember 22-i dátummal az eredetiből archiválva]. (Hozzáférés: 2010. november 29.)
- Jack Taylor. scoreshelf.com. [2016. március 10-i dátummal az eredetiből archiválva]. (Hozzáférés: 2010. november 29.)
- Jack Taylor. zerozerofootball.com. (Hozzáférés: 2010. november 29.)
- Jack Taylor. footballdatabase.eu. (Hozzáférés: 2010. november 29.)
- John Keith Taylor. eu-football.info. (Hozzáférés: 2013. április 28.)
- John Keith Taylor. weltfussball.de. (Hozzáférés: 2010. november 29.)

| Elődje: Williams Clements | FA Kupa döntő 1965–1966 | Utódja: Kenneth Dagnall |